# Сага (приток Куяры)
Сага — река в России, протекает по Тарскому и Знаменскому районам Омской области. Устье реки находится в 40 км по левому берегу реки Куяры. Длина реки составляет 10 км.

## Данные водного реестра
По данным государственного водного реестра России относится к Иртышскому бассейновому округу, водохозяйственный участок реки — Иртыш от впадения реки Омь до впадения реки Ишим, без реки Оша, речной подбассейн реки — бассейны притоков Иртыша до впадения Ишима. Речной бассейн реки — Иртыш.